# Csató János
Csató János (Alvinc, 1833. április 6. – Nagyenyed, 1913. november 13.) botanikus, ornitológus. Botanikai szakmunkákban nevének rövidítése: „Csató
”.

## Életrajza
1833. április 6-án született az erdélyi Alvincon. Tizenhat éves korában részt vett a szabadságharcban Bem parancsnoksága alatt. Később koncai birtokára vonult vissza, ahol madár- és növénytani kutatásokkal foglalkozott. 1861-től szolgabíró, 1873-tól Alsó-Fehér vármegye főjegyzője, 1874-től 1902-ig alispán volt. Nagy madár- és növénygyűjteménye volt, melyet a Magyar Nemzeti Múzeumnak ajándékozott.

## Művei
- A Retyezát helyviszonyi és természetrajzi tekintetben (Erdélyi Múzeumegylet Évkönyve, Kolozsvár, IV. 1866)
- A Székásvölgy flórája és madárfaunája (Kolozsvár, 1869)
- A Sztrigy mentének és mellékvölgyeinek természetrajzi leírása (Erdélyi Múzeumegylet Évk., VI. Kolozsvár, 1873)
- Alsófehér vármegye növény- és állatvilága (Nagyenyed, 1896)